# Quinn Rock
Quinn Rock är en kulle i Antarktis. Den ligger i Östantarktis. Australien gör anspråk på området. Toppen på Quinn Rock är 8 meter över havet.
Terrängen runt Quinn Rock är platt åt nordväst, men åt sydost är den kuperad. Havet är nära Quinn Rock åt nordväst. Trakten är glest befolkad. Närmaste befolkade plats är Casey Station, 6,3 kilometer söder om Quinn Rock. 